# Cadre-47/2-Weltmeisterschaft 1949

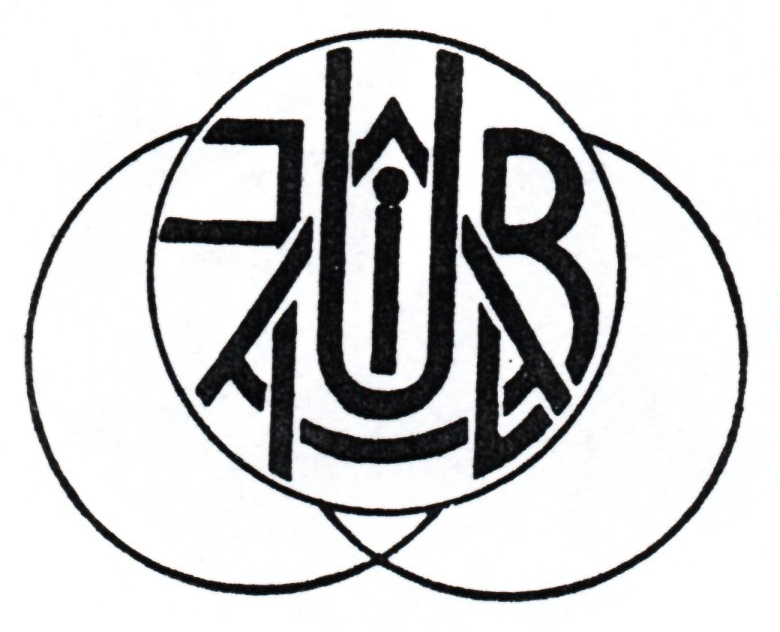
Logo UIFAB (ausrichtender Verband)

Veranstaltungsort: Amsterdam

Die Cadre-47/2-Weltmeisterschaft 1949 war die 34. Weltmeisterschaft, die bis 1947 im Cadre 45/2 und ab 1948 im Cadre 47/2 ausgetragen wurde. Das Turnier fand vom 31. März bis zum 3. April 1949 in Amsterdam statt. Es war die fünfte Cadre 45/2 bzw. 47/2 Weltmeisterschaft in den Niederlanden.

## Geschichte
Die erste Cadre 47/2 Weltmeisterschaft gewann der letzte Cadre 45/2 Weltmeister Piet van de Pol. Im Finale gegen den 4-fachen Cadre 45/2 Weltmeister René Gabriëls beendete van de Pol nach 226:248 Rückstand mit einer Schlussserie von 174 Punkten die Partie. Im Nachstoß erzielte Gabriëls nur 76 Punkte. Da diese Weltmeisterschaft die erste im Cadre 47/2 war, waren alle Ergebnisse Weltrekorde. Der erstmals an einer Cadre-Weltmeisterschaft teilnehmende 29-jährige Clément van Hassel spielte mit 400:9 in drei Aufnahmen gegen Kees de Ruijter gleich einen sehr guten Weltrekord im besten Einzeldurchschnitt (BED) von 133,33.

## Turniermodus
Es wurde im Round Robin System bis 400 Punkte gespielt. Bei MP-Gleichstand (außer bei Punktgleichstand beim Sieger) wird in folgender Reihenfolge gewertet:
1. MP = Matchpunkte
2. GD = Generaldurchschnitt
3. HS = Höchstserie

## Abschlusstabelle
| MP    | Match Points (Sieger = 2; Unentschieden = 1; Verlierer = 0) |
| Pkte. | Erzielte Karambolagen                                       |
| Aufn. | Benötigte Versuche                                          |
| GD    | Generaldurchschnitt                                         |
| BED   | Bester Einzeldurchschnitt eines Spielers                    |
| HS    | Höchstserie                                                 |
|       | Bester GD des Turniers                                      |
|       | Bester ED des Turniers                                      |
|       | Beste HS des Turniers                                       |
|       | 1. Platz (Gold)                                             |
|       | 2. Platz (Silber)                                           |
|       | 3. Platz (Bronze)                                           |

| Platz                      | Name               | MP   | Pkte. | Aufn. | GD    | BED    | HS  |
| -------------------------- | ------------------ | ---- | ----- | ----- | ----- | ------ | --- |
| 1                          | Piet van de Pol    | 14:0 | 2800  | 87    | 32,18 | 66,66  | 203 |
| 2                          | René Gabriëls      | 12:2 | 2724  | 63    | 43,23 | 80,00  | 264 |
| 3                          | Clement van Hassel | 10:4 | 2478  | 70    | 35,40 | 133,33 | 258 |
| 4                          | Henk Metz          | 8:6  | 3139  | 73    | 29,30 | 66,66  | 157 |
| 5                          | Kees de Ruijter    | 6:8  | 1539  | 100   | 15,39 | 26,66  | 130 |
| 6                          | Jean Galmiche      | 4:10 | 1818  | 99    | 18,36 | 18,18  | 119 |
| 7                          | Louis Chassereau   | 2:12 | 2102  | 129   | 16,29 | 12,90  | 153 |
| 8                          | Roland Dufetelle   | 0:14 | 1303  | 117   | 11,13 | –      | 60  |
| Turnierdurchschnitt: 22,88 |                    |      |       |       |       |        |     |